# STS-51G
STS-51G e осемнадесетата мисия на НАСА по програмата Спейс шатъл и пети полет на совалката Дискавъри. Основната цел на полета са извеждане в орбита на 4 спътника: „Morelos-A“ (Мексико), арабския „Arabsat-1B“ и американските „Telstar-303“ (Telstar-3D) и „Spartan-201-1“. Като член на екипажа на борда е първият гражданин на Саудитска Арабия, член на кралско семейство и мюсюлманин – Султан Ал Сауд.

## Екипаж

### Основен екипаж
| Пост                           | Астронавт                                                |
| ------------------------------ | -------------------------------------------------------- |
| Командир                       | Даниел Бранденщайн втори космически полет                |
| Пилот                          | Джон Крайтън първи космически полет                      |
| Специалист на мисията 1        | Шанън Лусид първи космически полет                       |
| Специалист на мисията 2        | Джон Фейбиън втори космически полет                      |
| Специалист на мисията 3        | Стивън Нейгел първи космически полет                     |
| Специалист по полезния товар 1 | Патрик Бодри (CNES) първи космически полет               |
| Специалист по полезния товар 2 | Султан Ал Сауд (Саудитска Арабия) първи космически полет |

- Броят на полетите е преди и включително тази мисия.

### Дублиращ екипаж
| Пост                           | Астронавт                              |
| ------------------------------ | -------------------------------------- |
| Специалист по полезния товар 1 | Жан-Лу Кретиен (CNES)                  |
| Специалист по полезния товар 2 | Абдулмосен Ал-Басан (Саудитска Арабия) |

## Полетът
Совалката стартира в 07:33 Източно време от стартов комплекс 39А на космическия център Кенеди (KSC) на 17 юни 1985 г.
Полезния товар представлява 3 комуникационни спътника: „Arabsat 1-В“ (на арабската организация за спътникови комуникации), „Morelos 1“ (Мексико) и „Telstar 3-D“
(на „AT & T“). Всичките имат собствена ускорителна степен PAM-D за достигане на работната си геосинхронна орбита след извеждането от товарния отсек на совалката.
Също така е изведен и спътника „SPARTAN 1“. Той се освобождава, лети свободно в космоса и по-късно (45 часа) се прибира. Масата му е около 1300 паунда (140 кг).
На совалката се извършва експериментална обработка на материали в пещ, няколко френски биомедицински експеримента и няколко опита, свързани с т. нар. Инициатива за стратегическа отбрана.
Совалката „Дискавъри“ се приземява във Военновъздушната база „Едуардс“ (Edwards Air Force Base) в 09:12 ч. EDT на 24 юни 1985 г. след 7 денонощия 1 час 38 минути и 52 секунди. 4 дни по-късно е прехвърлена в Космическия център „Кенеди“, Флорида.

## Параметри на мисията
- Маса:
  - При старта: 116 357 кг
  - При кацането: 92 610 кг
  - Полезен товар: 17 280 кг
- Перигей: 353,3 км
- Апогей: 354,9 км
- Инклинация: 28,5°
- Орбитален период: 91.8 мин

## Галерия
- Извеждането на „Arabsat 1-B“
- „Morelos 1“
- „Telstar 3-D“
- „Spartan 1“